# Reykjarfjörður (Arnarfjörður)
Il Reykjarfjörður (in lingua islandese: Fiordo del fumo) è uno dei cinque fiordi che formano i Suðurfirðir (Fiordi meridionali), diramazione dell'Arnarfjörður, situato nella regione dei Vestfirðir, i fiordi occidentali dell'Islanda.

## Descrizione
Il Reykjarfjörður è situato nel ramo meridionale dell'Arnarfjörður ed è il più piccolo dei cinque fiordi che formano i Suðurfirðir. 
Il fiordo si trova a ovest del Trostansfjörður e a est del Fossfjörður.
Il fiordo si estende in lunghezza per circa 2 chilometri nell'entroterra ed è largo quasi un chilometro. 
All'interno del fiordo è stata installata una piccola piscina all'aperto (Reykjarfjarðarsundlaug), alimentata dalle sorgenti idrotermali. 
Per molto tempo nel fiordo sono rimaste in attività le due fattorie Neðri- e Fremri-Reykjafjörður (in lingua islandese: Fiordo del fumo inferiore e Fiordo del fumo superiore). Attualmente sono entrambe abbandonate.

## Denominazione
Il nome Reykjarfjörður (fiordo del fumo) è abbastanza comune in Islanda e si riferisce al fumo, cioè il vapore emesso dalle sorgenti termali, che si condensa subito a contatto con l'atmosfera fredda e dà l'impressione di una zona avvolta dal fumo.
Altri fiordi con il nome Reykjarfjörður sono Reykjarfjörður á Ströndum, Reykjarfjörður nyrðri e Reykjarfjörður (Ísafjarðardjúp) nei Vestfirðir.

## Accessibilità
La strada sterrata S63 Bíldudalsvegur corre intorno al Reykjarfjörður; collega la località di Patreksfjörður con la strada S60 Vestfjarðavegur a nord.